# Overseas Development Institute
«Overseas Development Institute» (ODI, «Институт зарубежного развития») — независимый британский аналитический центр по международному развитию и гуманитарным вопросам, основанный в 1960 году. Базируется в Лондоне. Его миссия состоит в том, чтобы «побуждать людей действовать против несправедливости и неравенства». Он делает это посредством «исследования, объединения и влияния».

## История
В 1960 году ODI начал свою деятельность в небольшом помещении в Риджентс-парке в центре Лондона и управлял библиотекой, посвященной вопросам международного развития, а также выполнял консультационные работы и заключал контракты с Департаментом международного развития (тогда известным как Агентство зарубежного развития) правительства Великобритании. С тех пор он несколько раз переезжал, и по состоянию на 2019 год находится на Блэкфрайарс-роуд.
С 2004 года имеет договоренность о партнерской программе с Министерством международного развития Великобритании. Институт также уделяет большое внимание коммуникациям и «соединению исследований и политики».
В 2007 году ODI был назван журналом Public Affairs News «Аналитическим центром года». В 2005 году он получил звание «Аналитического центра, за которым следует наблюдать» и считается одним из ведущих мировых аналитических центров по вопросам развития в международных политических кругах. В 2010 году он отпраздновал свое 50-летие, в числе гостей были бывший сотрудник ODI и бизнес-секретарь Великобритании Винс Кейбл.

## Организация
По состоянию на 2014 год в ODI работало более 230 сотрудников. Исполнительный директор — Сара Пантулиано. Алекс Тьер был исполнительным директором ODI в 2017—2019 годах. С 2013 по 2016 год им руководил Кевин Уоткинс, который сменил доктора Элисон Эванс, ранее работавшую в Институте исследований развития (IDS) в Университете Сассекса. ODI не занимается обучением. По состоянию на 2012 год, у ODI были следующие программы, посвященные аспектам международного развития:
- Климат и устойчивость
- Развитие и государственные финансы
- Цифровые общества
- Справедливость и социальная политика
- Гендерное равенство и социальная интеграция
- Глобальные риски и устойчивость
- Гуманитарная политика
- Экономическое развитие
- Политика и управление

### Серии мероприятий и публикации
ODI регулярно проводит серию мероприятий с конференциями и панелями, на которых обсуждается широкий круг вопросов развития. Среди спикеров — сотрудники ODI, посещающие политики в области развития, официальные лица DFID и другие известные личности, такие, как Джастин Ифу Линь, бывший главный экономист Всемирного банка.
ODI опубликовал множество книг, статей, брифингов, и издает два научных журнала, Development Policy Review и Disasters. В ноябре 2013 года был опубликован отчет ODI о субсидиях на ископаемое топливо и климат, за которым последовал другой отчет по той же теме годом позже, который обсуждался BBC, The Guardian и Die Welt.

### Стипендиальная программа
ODI управляет программой стипендий, которая направляет молодых аспирантов-экономистов всех национальностей для работы в государственных секторах развивающихся стран Африки к югу от Сахары, Карибского бассейна, Южной Азии, Юго-Восточной Азии и Тихого океана по двухлетним контрактам. С 1963 года ODI направил более 1000 аспирантов-экономистов на работу в 40 стран с преимущественно низкими доходами. Первоначально участники были известны как стипендиаты Наффилда Института зарубежного развития (ODIN), а позже стали называться стипендиатами ODI.

### Финансирование
Как зарегистрированная благотворительная организация, ODI получает доход от «грантов и пожертвований от фондов, неправительственных организаций, частного сектора, правительств, многосторонних агентств и научных кругов».
В отношении своего дохода в размере 28 541 000 фунтов стерлингов (42 811 000 долларов США по состоянию на январь 2015 года) в годовом отчете за период с 2013 по 2014 год, закончившийся 31 марта 2014 года, ODI предоставило список этих основных доноров, в числе которых: Организация экономического сотрудничества и развития, Oxfam, PricewaterhouseCoopers, Research Triangle Institute, Шведское агентство международного сотрудничества в области развития, Швейцарское агентство по развитию и сотрудничеству, Швейцарское федеральное правительство, The Prince’s Youth Business International, UN Women, ЮНИСЕФ, Программа развития Организации Объединенных Наций, Программа Организации Объединенных Наций по окружающей среде, Продовольственная и сельскохозяйственная организация ООН, Агентство США по международному развитию, Фонд Уайли-Блэквелла, Уильяма и Флоры Хьюлетт, Всемирный банк.

## Критика
Дэвид Стивен из Global Dashboard раскритиковал ODI за то, что он не делает различия между субсидией и более низкой ставкой НДС на топливо по сравнению с другими товарами.